# 179e Panzerdivision
La 179e Panzerdivision (qui porta divers noms officiels allemands) était un état-major de l'Armée de remplacement allemande Ersatzheer pendant la Seconde Guerre mondiale.

## Historique

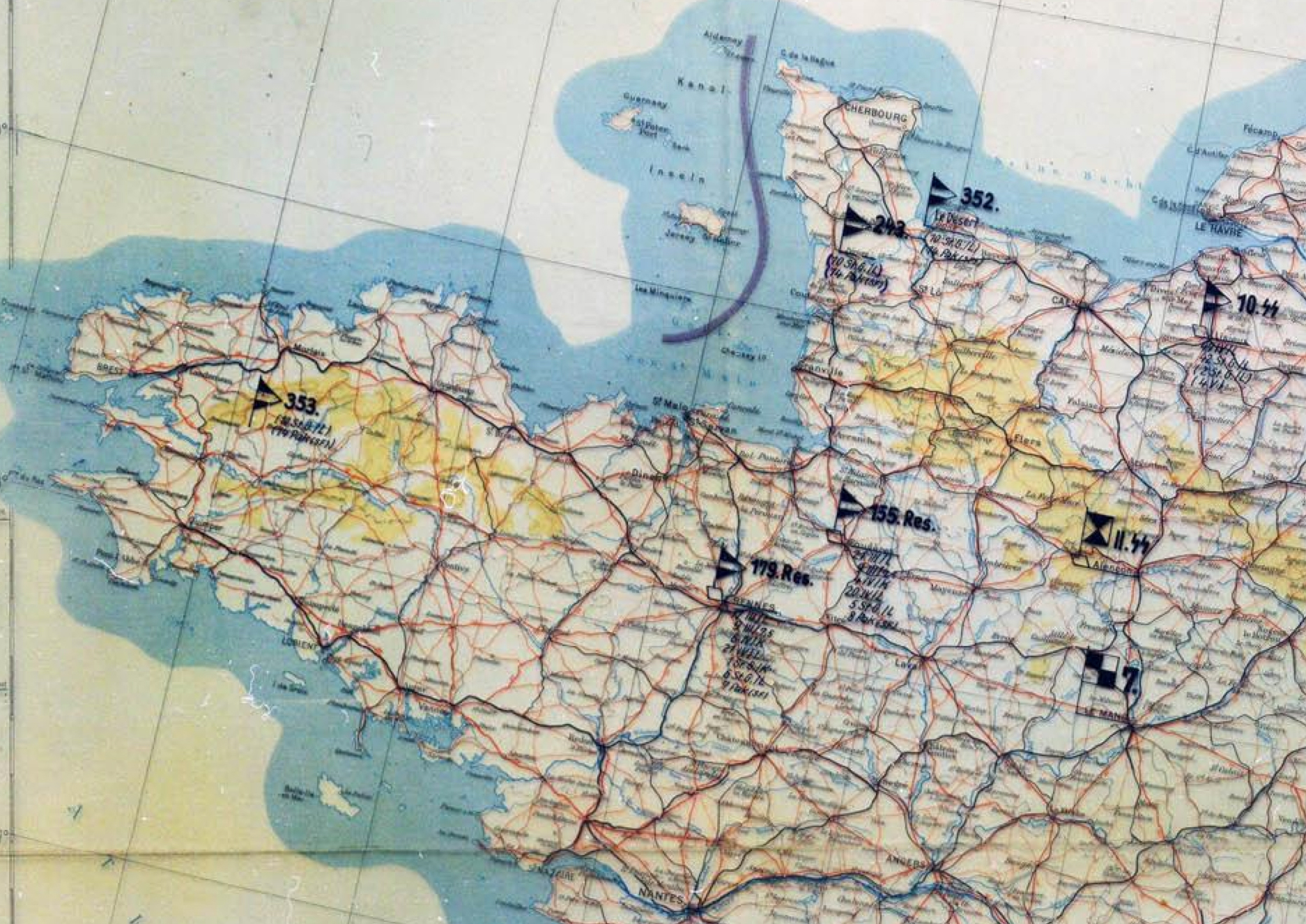
Situation de la Panzerdivision au 1er février 1944. Détail de la carte allemande « Panzerlage West » en date du 1er février 1944. Un document officiel de la Wehrmacht.

- 5 janvier 1940 : la Division Nr. 179 (un état-major) est formée à Weimar dans le Wehrkreis IX, pour y gérer diverses unités de dépôt (Ersatztruppen).
- 27 avril 1942 : l'unité change de nom pour Division Nr. 179 (mot.) et gère toutes les unités rapides de dépôt (Schnelle Truppen) du WK IX.
- 5 avril 1943 : l'état-major change de nom pour Panzerdivision Nr. 179.
- 30 juillet 1943 : à nouveau changement de dénomination pour 179. Reserve Panzerdivision.
- 28 mars 1944 : la division est dissoute. Certains de ces éléments sont rassemblés en France pour former la nouvelle 116e Panzerdivision.

## Commandants
| Début           | Fin             | Grade                             | Nom                               |
| --------------- | --------------- | --------------------------------- | --------------------------------- |
| 10 janvier 1940 | 11 avril 1940   | Generalleutnant                   | Herbert Stimmel                   |
| 11 avril 1940   | 20 janvier 1942 | Generalleutnant                   | Max von Hartlieb gennant Walsporn |
| 20 janvier 1942 | 27 avril 1942   | Generalleutnant                   | Walter von Boltenstern            |
| 20 juin 1940    | 19 janvier 1942 | Generalleutnant                   | Max von Hartlieb                  |
| 20 janvier 1942 | 10 mai 1944     | Generalmajor puis Generalleutnant | Walter von Bolterstern            |

## Composition
En mars 1940 la Division Nr 179 commande les unités de dépôt suivantes :
- Infanterie-Ersatz Regiment (mot.) 72
- Infanterie-Ersatz Regiment 52
- Schützen-Ersatz Regiment 81
- Infanterie-Ersatz Bataillon 205
- Panzer-Ersatz Abteilung 1
- Artillerie-Ersatz Regiment 15
- Kavallerie-Ersatz Abteilung 3
- Aufklärung-Ersatz Abteilung (mot) 4
- Pionier-Ersatz Bataillon 29
- Nachrichten-Ersatz Abteilung (mot.) 81
- Kraftfahr-Ersatz Abteilung 15
- Bau-Ersatz Bataillon 9

Le 30 juillet 1943, la Reserve Panzerdivision 179 commande les unités de dépôt suivantes :
- Reserve-Panzer Abteilung 1
- Reserve-Panzer-Grenadier Regiment 81
- Reserve-Panzer-Grenadier Regiment (mot) 29
- Reserve-Artillerie Abteilung 29
- Reserve-Aufklärung Abteilung 1
- Reserve-Panzer-Jäger Abteilung 9

## Théâtres d'opérations
- Allemagne : janvier 1940 - avril 1942